# 대전 도시철도 2호선
대전 도시철도 2호선(大田都市鐵道2號線)은 대전광역시의 두 번째 도시 철도 노선으로, 2028년 말 개통을 목표로 한다. 총연장은 38.8km, 정거장은 45개소로 동구·중구·서구·유성구·대덕구 등 5개 자치구를 순환한다.
차량은 수소전기 트램으로, 오염물질을 배출하지 않고 운행 과정에서 미세먼지를 정화, 대기질을 개선하는 특징이 있다. 또한, 완전 무가선 방식으로 건설된다.

## 노선 개요
2012년 11월 21일 기획재정부가 한국개발연구원(KDI)에 의뢰한 대전 도시철도 2호선에 대한 예비타당성 조사가 통과되어 대전광역시는 설계를 끝낸 뒤 착공해 2020년부터 2호선을 운행한다는 구상이었으나, 기종이 노면전차로 변경되면서 착공시기가 늦춰지게 되었다. 2019년에 예비타당성조사를 면제받았다. 2024년 9월에 착공하였으며, 2028년 12월 개통 예정이다.
- 건설기관: 대전광역시청 대중교통혁신단
- 차량시스템: 노면전차(트램)
- 노선길이: 38.8km
- 총사업비: 1조 5,069억 원

대전 5개 자치구를 순환하는 순환선으로, 정거장 45개소, 차량기지 1개소로 건설될 예정이다. 대전역과 서대전네거리역, 정부청사역, 유성온천역 등 대전 도시철도 1호선과 연결되는 본선(순환노선) 33.9㎞, 연축차량기지 종점을 연축삼거리까지 연장하는 연축지선 3.9㎞, 관저네거리~진잠구간을 본선에서 분리한 진잠지선 1㎞ 등으로 계획되었다.

## 역사

### 계획

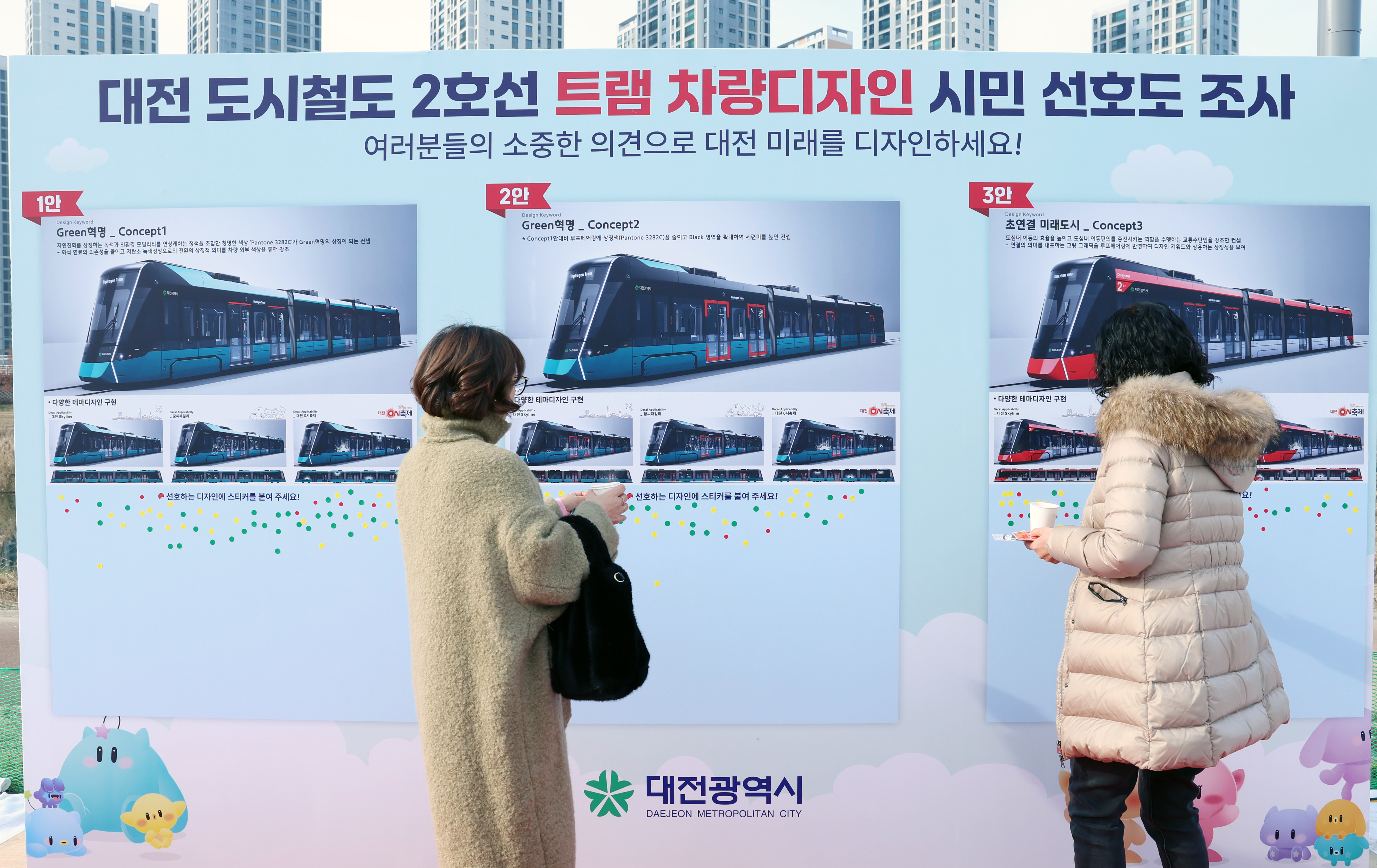
트램 디자인 시민 선호도 조사 (2024년 12월)

대전 도시철도 2호선은 1996년 정부로부터 최초 기본계획을 승인받았으나, 2006년 기획예산처는 건설계획에 대해 예비타당성 조사를 거쳐 경제성이 낮다는 이유로 부적합 판정을 내렸다. 2012년, KDI에 의뢰하여 2호선에 대한 예비타당성을 분석한 결과 경제성을 나타내는 비용 대비 편익(B/C) 분석은 1에 가까운 0.91로 나타났고, 지역낙후도와 지역경제 활성화, 정책의 일관성, 사업추진 의지, 환경성 등 정책적 분석을 통한 종합평점(AHP)은 0.508로 집계되었다. 당시 계획된 건설 방식은 지상고가 자기부상열차 방식이었으며, 계획 정거장 수는 26개였다.
2014년 4월, 건설 형태가 고가 방식의 자기부상열차로 결정되었다. 염홍철 대전시장은 기자회견에서 "노면전차(트램)를 대안으로 주장하는 의견이 일부 있어 15개월간 전문가 조사 및 현장 견학 등 공론화 과정을 거쳐 왔다"며 "이를 통해 얻은 의견을 종합한 결과 전문가와 시민 대다수가 고가 방식의 자기부상열차를 선호하는 것으로 나타났다"고 밝혔다. 당시 계획은 2016년 착공, 2020년 완공 개통이었다.
2014년, 민선 6기 권선택 대전시장 취임 이후 건설 방식이 자기부상열차에서 트램으로 변경되었다. 방식 변경 이유는 고가 자기부상열차 사업비는 1조 3,617억 원인 반면, 트램은 6,382억 원이며, 도심 경관을 해치지 않고 교통약자들의 이용 편의성이 상대적으로 높다는 것이었다. 이후 차량 운행 방식과 기종은 수소트램으로 2023년에 확정되었다. 2019년 1월 24일, 문재인 대통령은 대전을 방문하여 "대전의 숙원 사업인 트램에 대한 예비타당성 면제를 국가균형발전 차원에서 적극적으로 검토하겠다"고 밝혔다.
2019년, 시는 트램의 안전한 운행과 시내 교통소통을 위하여 서대전육교와 테미고개 지하화를 포함한 2호선 기본계획변경안을 마련하여 대도시광역교통위원회에 승인을 요청하였으나, 총사업비 협의 과정에서 지하화는 트램사업과 연관성이 적다는 이유로 사업비가 조정, 결국 2020년 기재부가 개최한 총사업비 조정심의위원회에서 테미고개 지하화가 재정압박 등을 이유로 유보되었다. 서대전육교 지하화의 경우, 50년 이상된 육교의 노후화 등을 감안하여 육교를 철거하고 기존 6차로를 포함해 8차로를 지하화하는 것으로 합의를 보았다. 당시 계획은 정거장 35개소, 2022년 착공, 2025년 완공이었다.
2022년 2월, 허태정 대전시장은 기자회견에서 급전(전기공급) 방식을 배터리 방식 기반의 유·무가선 혼용방식으로 추진한다며 정류장 수도 기존 35곳에서 45곳으로 늘어났다고 밝혔다. 당시 계획은 2023년 착공 2027년 개통이었다. 허 시장은 2호선이 30km가 넘는 장거리 노선인데다 오르막 경사도가 있는 구간이 있어 유·무가선 방식으로 결정되었다고 밝혔다. 하지만 민선 8기 이장우 시장 취임 후 완전무가선 방식으로 급전 방식이 수정되었으며, 2024년 7월에는 철도차량 제작사인 현대로템과 수소트램 34편성 제작 계약을 체결, 8월에는 이 시장이 시정 브리핑에서 도시철도 2호선 건립 계획을 발표하며 45개 정거장의 위치를 공개하였다.

### 연구
한국개발연구원(KDI)은 2호선 건설 사업을 추진하면 생산 유발 효과 2조 4,590억 원과 부가가치 유발 효과 9,808억 원, 고용 유발 효과 1만 1,698명, 취업 유발 효과 1만 6,190명 등을 가져올 것으로 전망하였다.
대전시는 트램 건설로 평균 통행속도가 시속 16.6㎞까지 감소할 가능성이 있으며, 도로 전 구간에 걸쳐 1∼2차로가 줄어들고 일부 구간에서는 최대 4개 차로가 줄어들 것으로 전망하였다.

### 건설
2024년 12월 11일, 유등교 상류 둔치에서 개최된 트램 건설공사 착공식에 시민 1천여 명이 참석하였다. 이듬해 3월 25일, 제1공구 착공을 시작으로 대전 도시철도 2호선 건설 공사가 본격적으로 시작되었다. 시는 입찰 단계에서 지역 업체의 참여 비율을 최대 49% 이상으로 명시하였으며, 조례에 따라 하도급의 70% 이상을 지역업체가 맡도록 권장하였다. 건설 중 발생할 수 있는 교통 문제와 관련하여, 시는 20개의 단계별 교통 대책을 수립하였는데, 공사가 진행되는 14개 구간에서 전면적 교통 통제는 하지 않는 방향으로 계획이 세워졌다. 단계별 대책은 평균 통행속도를 기준으로 하였다. 우선 공사 본격화 시 1단계가, 평균속도가 시속 20㎞ 이하로 내려가면 2단계가, 15㎞ 이하로 혼잡해지면 3단계가 시행되는 방식이다.
2025년 4월, 정거장 45개소 명칭 제정(안)을 위한 온·오프라인 시민 의견 수렴 절차가 진행되었다.
| 공구 | 공사기간    | 구간                                                                                                | 총연장 | 역    | 비고 |
| ---- | ----------- | --------------------------------------------------------------------------------------------------- | ------ | ----- | ---- |
| 1    | 2025년 3월~ | 연축지구(대덕구 연축동)~대덕경찰서(대덕구 법동)                                                     | 2.3km  | 3개소 |      |
| 2    | 2025년 3월~ | (본선) 한국전력 대전세종충남본부(동구 용전동)~중리네거리(동구 용전동)~오문창순대국밥(대덕구 중리동) | 0.7km  | 2개소 |      |
| 2    | 2025년 3월~ | (연축지선) 대덕경찰서(대덕구 법동)~한국전력 대전세종충남본부(동구 용전동)                           | 2.3km  | 2개소 |      |
| 3    |             | 오문창순대국밥(대덕구 중리동)~둔산(서구 둔산동)                                                     | 1.6km  | 3개소 |      |
| 4    |             | 둔산(서구 둔산동)~1호선 정부청사역(서구 둔산동)                                                     | 1.9km  | 3개소 |      |
| 5    |             | 1호선 정부청사역(서구 둔산동)~국립중앙과학관(유성구 구성동)                                         | 2km    | 3개소 |      |
| 6    |             | 국립중앙과학관(유성구 구성동)~다솔아파트(유성구 궁동)                                               | 3.3km  | 2개소 |      |
| 7    | 2025년 3월~ | 다솔아파트(유성구 궁동)~대전시립박물관(유성구 상대동)                                               | 2.6km  | 4개소 |      |
| 8    |             | 대전시립박물관(유성구 상대동)~어린이재활병원(서구 관저동)                                           | 4.3km  | 5개소 |      |
| 9    |             | 어린이재활병원(서구 관저동)~가수원교(서구 도안동)                                                   | 2.4km  | 4개소 |      |
| 10   |             | 가수원교(서구 도안동)~도마삼거리(서구 도마동)                                                       | 2.1km  | 2개소 |      |
| 11   |             | 도마삼거리(서구 도마동)~버드내네거리(중구 태평동)                                                   | 1km    | 1개소 |      |
| 12   |             | 버드내네거리(중구 태평동)~보문교(동구 인동)                                                         | 4.7km  | 6개소 |      |
| 13   |             | 보문교(동구 인동)~우송대학교(동구 자양동)                                                           | 4.1km  | 5개소 |      |
| 14   |             | 우송대학교(동구 자양동)~한국전력공사 대전세종충남본부(동구 용전동)                                  | 2.2km  | 2개소 |      |

### 연표
- 2001년
  - 9월 -〈제1차 대전권 광역교통 5개년 계획수립〉을 위한 공청회에서 교통개발연구원이 연구용역에서 대전 2호선(순환선) 건설을 제안하였다.
  - 12월 - 건설교통부의 《제1차 지방5대도시권 광역교통5개년계획》에 완공목표 미정으로 포함되었다.
- 2003년
  - 12월 15일 - 교통개발연구원의 의뢰에 따라 대전도시철도 2호선 기본계획 및 노선 재검토가 결정되었다.
  - 6월 22일 - 건교부 고시에 의거하여 2호선 경전철 건설사업 예비 타당성 조사를 신청하였다.
  - 11월 - 기획예산처가 예비타당성 조사 대상 사업으로 선정하였다.
  - 12월 - 한국개발연구원의 의뢰에 따라 예비타당성 조사에 착수하였다.
- 2006년
  - 12월 - 기예처의 예비타당성 조사 결과, 0.73의 B/C(비용대비편익), 0.312의 AHP(종합분석)로 경제성이 낮게 평가되었다.
- 2011년 -계획이 변경되어 1호선과 x축으로 건설하려 했던 것에서, 신탄진을 통과하는 충청권 광역철도 구축사업이 확정됨에 따라 원안인 순환형으로 재검토에 들어갔다.
- 2012년
  - 11월 21일 - 한국개발연구원의 예비타당성 분석 결과 B/C(비용대비편익) 0.91, AHP(종합분석) 0.508로 타당성이 있는 것으로 분석되었다.[14]
- 2013년 - 민관정위원회에서 자기부상열차로 추진하기로 결정되었다.
- 2014년
  - 4월 16일 - 염홍철 시장이 자기부상열차로 기종을 발표하였다.[15] 및 자양로 등 일부 난구간은 지하화로 확정
  - 12월 4일 - 민선 6기에서 새로 취임한 권선택 시장의 공약에 따라 트램으로 기종이 변경되었다.
- 2016년
  - 4월 28일 - 시범노선인 스마트트램의 건설 계획과 노선 계획이 발표되었다.[16]
- 2019년
  - 1월 - 예비타당성조사 면제 대상 포함으로 건설 및 향후 일정에 청신호가 켜졌다.[17]
- 2020년
  - 12월 - 2022년 설계 완료 후 착공을 계획으로 기본 및 실시설계 발주 및 착수에 들어갔다. 본래 목표 준공 기한은 2025년이었으나, 코로나19 등으로 계획이 연기되면서 2027년 개통 목표로 수정되었다.
- 2021년
  - 5월 26일 - 대전역을 경유하는 것으로 노선 일부가 변경되었다.[18]
  - 12월 13일 - 시가 정거장을 광장형으로 특화하는 방식을 고려 중인 것으로 파악되었다.[19]
- 2022년
  - 2월 21일 - 시(市)는 법무부·한국토지주택공사(LH)와 2월 내에 2호선의 진잠동 구간인 대전교도소 이전을 협상하기로 하였다.
  - 2월 28일 - 시는 급전 방식을 가선 및 배터리 방식으로 하는 것으로 공식 발표하였다. 정류장을 10곳 추가할 예정이라고도 함께 밝혔다.[20]
  - 6월 17일 - 기본설계 결과 사업비가 기존 7,492억원에서 1조 4,837억원으로 2배 가까이 증가함에 따라 기본계획을 변경하고 총사업비 조정을 추진하는 것으로 결정이 났다. 이에 사업기간이 기존 2027년 개통에서 1년 지연된 2028년 개통으로 연장되었다.[21]
- 2023년
  - 4월 23일 - 완전무가선 도입과 4개 구간 지하화 건설 등 이장우 시장 취임 후 수정·보완한 트램 건설 계획 예산이 중앙부처 심의를 최종 통과하였다.[22]
  - 9월 11일 - 시는 실시설계 용역을 구간별로 시공사를 나눌 계획을 공표하였다.[23]
- 2024년
  - 2월 1일 - 시는 선거를 앞두고 거대 양당에 2호선 지선 추진을 요청하였다.
  - 2월 4일 - 시는 3월에 차량 제작을 발주한다고 공표하였다. 총 38편성으로, 1편성당 5량이며, 5월 중으로 철도 노선, 정류장, 차량기지 건설도 발주키로 하였다.
  - 3월 5일 - 기획재정부가 대전시의 기본계획 변경을 승인하였다. '예산 증액, 노선 변경, 정거장 추가, 일부 구간 지하화, 수소트램 사용'이 통과되었으며, 9월 착공 예정으로 변경되었다. 사전행정절차는 마무리되었으며, 실시설계는 4월까지 완료하며, 건설공사는 6월까지 발주키로 하였다.
  - 4월 1일 - 도시철도 2호선 트램 지선은 연축지구~회덕역 사이 1.22km 구간, 진잠네거리~교촌삼거리 0.81km 구간으로, 도심 접근성 향상을 위해 총사업비 345억원을 투입하는 것으로 확정을 보았으며, 2028년 트램 준공 시점에 맞춰 2호선과 동시 개통을 추진키로 하였다.
  - 7월 1일 - 시는 최대한 구간을 많이 나눠 14개로 분리 발주, 이 중 10곳은 300억원 미만으로 분리 발주함으로써 지역 업체 참여를 도모하겠다고 공표하였다.
  - 7월 25일 - 시와 현대로템간 수소트램 34편성 차량제작을 위한 2,934억원 계약이 체결됨에 따라, 차량 제작에 돌입하였다.
  - 9월 - 착공[24]

## 차량
차량은 수소를 이용하여 전기를 만들어 운행하는 수소 트램이다. 한 번 충전으로 200km 이상 주행이 가능하며 완전 무가선 방식으로 건설되어 도심 내 전력 공급선 설치가 필요 없으며, 오염물질을 배출하지 않아 운행 과정에서 미세먼지를 정화, 대기질을 개선하는 효과가 있는데, 운행 과정에서 약 11만명이 1시간 동안 소비하는 청정공기를 생산한다. 트램 공급 예산은 2,934억 원이며, 현대로템은 2026년 하반기에 최초 1편성을 시작으로 2028년 상반기까지 순차적으로 총 34편성을 제작, 납품할 예정이다.
2024년 8월,〈대전 도시철도 2호선 수소트램, 차량 제작 착수 시민 보고회〉에서 이원상 현대로템 상무는 "트램 측면 유리에 투명 유기 발광 다이오드(OLED)를 비롯하여 각종 첨단 장비가 설치될 것"이라며 "화재 예방과 보행자 안전을 위해 리튬폴리머 대신, 가격은 비싸지만 화재 위험이 적은 리튬 티탄산염 배터리(LTO 배터리)를 탑재하게 된다"고 밝혔다. 또한 전방 충돌 경보장치와 자동제동 장치가 장착된다.
2024년 12월 11일 진행된 착공식에서 수소트램 디자인의 초안이 공개되었다. 전문과 자문, 시민선호도 조사 등을 거쳐 최종 디자인은 2025년 중으로 최종 확정될 예정이다.

## 정거장 구조
45개 정거장 가운데 41곳은 도로 양쪽에서 승·하차가 가능한 상대식 방식이며 3곳은 승강장을 상행선과 하행선 가운데에 배치하는 섬식 방식이다. 서대전역의 경우에는 지하 정거장 형식으로 건설된다.

## 수소 공급
2024년 6월, 2호선 수소트램의 안정적인 수소 공급을 위한 민·관·공〈수소 인프라 조성 협의체〉가 구성되었다. 협의체는 시와 유성·대덕구 등 지자체, 바이오가스 관련 CNCITY에너지, 현대로템, 한국환경공단, 한국가스안전공사 등 9개 기관이 참여하였다.
2025년 4월, 대전시가 정부의 〈2026년도 수소교통 복합기지 구축사업〉 공모에 최총 선정되었다. 이 사업은, 수소트램 운행과 연계된 교통거점에 수소교통 복합기지를 조성하는 것으로 2027년까지 총사업비 70억 원(국비 47억·시비 23억)이 투입된다. 기지에는 수소 압축, 저장, 냉각, 충전설비와 관련 부대시설이 설치되며 수소 버스와 화물차 등 상용 차량의 수소 충전 수요까지 아우를 수 있는 인프라가 조성될 예정이다.

## 상세 노선
1호선과는 서대전네거리역, 대전역, 대동역, 정부청사역, 유성온천역 등 5개 역에서 교차한다.
동구는 대전역, 우송대학교, 대전복합터미널 등 주변에, 중구는 대전서남부터미널, 충남대학교병원, 한밭종합운동장 등 주변에 정거장이 위치해 있다. 서구 지역의 경우, 대규모 주거단지 거주민들이 트램을 편리하게 이용할 수 있도록 계획되었으며, 유성구에서는 트램이 갑천을 따라 국립중앙과학관, 한국과학기술원(KAIST), 유성구청, 충남대학교, 유성온천, 도안신도시 등을 지역 주요 대학과 관광지, 아파트 밀집 지역 주변에, 대덕구의 경우 한남대학교와 오정농수산물도매시장, 법동, 연축혁신도시 주변 등에 정거장이 있다.
대전 도시철도 2호선 건설공사 사업계획을 기준으로 한 정거장 정보는 다음과 같다.

### 본선
| 역 번호 | 역명             | 접속 노선 | 승강장 형태 | 영업 거리 (km) | 소재지 | 소재지   | 비고 |
| ------- | ---------------- | --- | ----------- | -------------- | ------ | -------- | ---- |
| 201     | 서대전역         | 서대전역: 호남선 (KTX·ITX-새마을·ITX-마음·무궁화호·충청권 광역철도)                                              | 지하역      | 0.000          | 중구   | 오류동   |      |
| 202     | 서대전네거리     | ● 대전 도시철도 1호선                                                                                            | 상대식      | 0.480          | 중구   | 오류동   |      |
| 203     | 대사             | | 상대식      | 1.090          | 중구   | 대사동   |      |
| 204     | 대흥             | | 상대식      | 2.285          | 중구   | 대사동   |      |
| 205     | 인동             | | 섬식        | 3.340          | 동구   | 인동     |      |
| 206     | 대전역(중앙시장) | 대전역: 경부고속선·경부선 (KTX·SRT·ITX-새마을·ITX-마음·무궁화호·충청권 광역철도 옥천 방면) ● 대전 도시철도 1호선 | 섬식        | 4.168          | 동구   | 원동     |      |
| 207     | 대전역(혁신도시) | | 상대식      | 5.085          | 동구   | 신안동   |      |
| 208     | 대동             | ● 대전 도시철도 1호선                                                                                            | 상대식      | 5.885          | 동구   | 대동     |      |
| 209     | 자양             | | 상대식      | 6.625          | 동구   | 자양동   |      |
| 210     | 가양             | | 상대식      | 7.815          | 동구   | 가양동   |      |
| 211     | 동부             | 대전복합터미널                                                                                                   | 상대식      | 8.800          | 동구   | 용전동   |      |
| 212     | 중리             | 연축지선 | 상대식      | 9.430          | 동구   | 용전동   |      |
| 213     | 한남대           | | 상대식      | 10.140         | 대덕구 | 중리동   |      |
| 214     | 오정             | 충청권 광역철도 본선, 옥천지선                                                                                   | 상대식      | 10.725         | 대덕구 | 중리동   |      |
| 215     | 농수산물시장     | | 상대식      | 11.830         | 대덕구 | 오정동   |      |
| 216     | 둔산             | | 상대식      | 12.815         | 서구   | 둔산동   |      |
| 217     | 샘머리공원       | | 상대식      | 13.590         | 서구   | 둔산동   |      |
| 218     | 정부청사         | ● 대전 도시철도 1호선                                                                                            | 상대식      | 14.215         | 서구   | 둔산동   |      |
| 219     | 월평             | | 상대식      | 14.874         | 서구   | 월평동   |      |
| 220     | 만년             | | 상대식      | 15.608         | 서구   | 만년동   |      |
| 221     | 엑스포과학공원   | | 상대식      | 16.390         | 유성구 | 가정동   |      |
| 222     | 카이스트         | | 섬식        | 18.016         | 유성구 | 구성동   |      |
| 223     | 유성구청         | | 상대식      | 19.229         | 유성구 | 어은동   |      |
| 224     | 충남대           | | 상대식      | 20.144         | 유성구 | 궁동     |      |
| 225     | 유성온천         | ● 대전 도시철도 1호선                                                                                            | 상대식      | 21.149         | 유성구 | 봉명동   |      |
| 226     | 상대             | | 상대식      | 21.822         | 유성구 | 상대동   |      |
| 227     | 원골             | | 상대식      | 22.378         | 유성구 | 상대동   |      |
| 228     | 시립박물관       | | 상대식      | 23.234         | 유성구 | 상대동   |      |
| 229     | 목원대           | | 상대식      | 23.845         | 유성구 | 용계동   |      |
| 230     | 용계             | | 상대식      | 24.673         | 유성구 | 용계동   |      |
| 231     | 대정             | | 상대식      | 25.416         | 유성구 | 대정동   |      |
| 232     | 원앙             | | 상대식      | 26.244         | 서구   | 관저동   |      |
| 233     | 관저4            | 진잠지선 | 상대식      | 27.099         | 서구   | 관저동   |      |
| 234     | 관저             | | 상대식      | 27.746         | 서구   | 관저동   |      |
| 235     | 가수원           | 호남선(충청권 광역철도)                                                                                          | 상대식      | 28.505         | 서구   | 가수원동 |      |
| 236     | 정림             | | 상대식      | 29.810         | 서구   | 정림동   |      |
| 237     | 복수             | 충청권 광역철도                                                                                                  | 상대식      | 30.810         | 서구   | 도마동   |      |
| 238     | 도마             | | 상대식      | 31.500         | 서구   | 도마동   |      |
| 239     | 유천             | 대전서남부터미널                                                                                                 | 상대식      | 32.260         | 중구   | 유천동   |      |
| 240     | 유천4            | | 상대식      | 32.790         | 중구   | 유천동   |      |
| 201     | 서대전역         | 서대전역: 호남선 (KTX·ITX-새마을·ITX-마음·무궁화호·충청권 광역철도)                                              | 지하역      | 33.737         | 중구   | 오류동   |      |

### 연축 지선
| 역 번호 | 역명           | 접속 노선 | 승강장 형태 | 영업 거리 (km) | 소재지 | 소재지 | 비고 |
| ------- | -------------- | --------- | ----------- | -------------- | ------ | ------ | ---- |
| 212     | 중리           | 본선      | 상대식      | 0.000          | 동구   | 용전동 |      |
| 241     | 법동           |           | 상대식      | 0.880          | 대덕구 | 중리동 |      |
| 242     | 동부여성가족원 |           | 상대식      | 1.700          | 대덕구 | 법동   |      |
| 243     | 읍내           |           | 상대식      | 2.170          | 대덕구 | 읍내동 |      |
| 244     | 연축           |           | 상대식      | 3.784          | 대덕구 | 연축동 |      |

### 진잠지선
| 역 번호 | 역명  | 접속 노선 | 승강장 형태 | 영업 거리 (km) | 소재지 | 소재지 | 비고 |
| ------- | ----- | --------- | ----------- | -------------- | ------ | ------ | ---- |
| 233     | 관저4 | 본선      | 상대식      | 0.000          | 서구   | 관저동 |      |
| 245     | 진잠  |           | 상대식      | 1.143          | 서구   | 관저동 |      |

## 논란
대전시민들은 1호선처럼 지하철로 건설할 것을 요구하였지만 지하철은 건설 비용이 많이 들고, 대전시가 충분한 국비를 확보하지 못하였기 때문에 지상고가 방식으로 잠정 결정되어 기획재정부의 예비타당성조사를 받았고 통과되었다.
그러나 일부 시민단체 등 일각에서 지상고가 방식이 도시 미관을 훼손할 수 있으므로 노면 트램 방식을 주장하였고, 권선택 시장이 2014년 12월 4일 기존 자기부상열차 대신 트램으로 기종을 변경하겠다고 시민들에게 발표하였다. 노면 트램방식으로 변경되기 위해서는 기획재정부 예비타당성조사를 다시 통과해야 하며 이를 골자로 한 대전 도시철도 2호선 기본계획도 국토교통부 사업 승인까지 다시 통과되어야 한다.
2019년에 예비타당성조사 면제 대상에 포함되었다.

## 같이 보기
- 대전 도시철도
- 노면전차(트램)
- 대한민국의 수소경제